# St. Nikolaus (Bellheim)
Die denkmalgeschützte, römisch-katholische Pfarrkirche St. Nikolaus steht in der Ortsgemeinde Bellheim im Kreis Germersheim (Rheinland-Pfalz). Sie ist Hauptkirche der gleichnamigen Kirchengemeinde sowie der ihr übergeordneten Pfarrei Heilige Hildegard von Bingen Bellheim und gehört somit zum Dekanat Germersheim im Bistum Speyer. Benannt ist sie nach ihrem Schutzpatron, dem heiligen Nikolaus von Myra. 

## Beschreibung

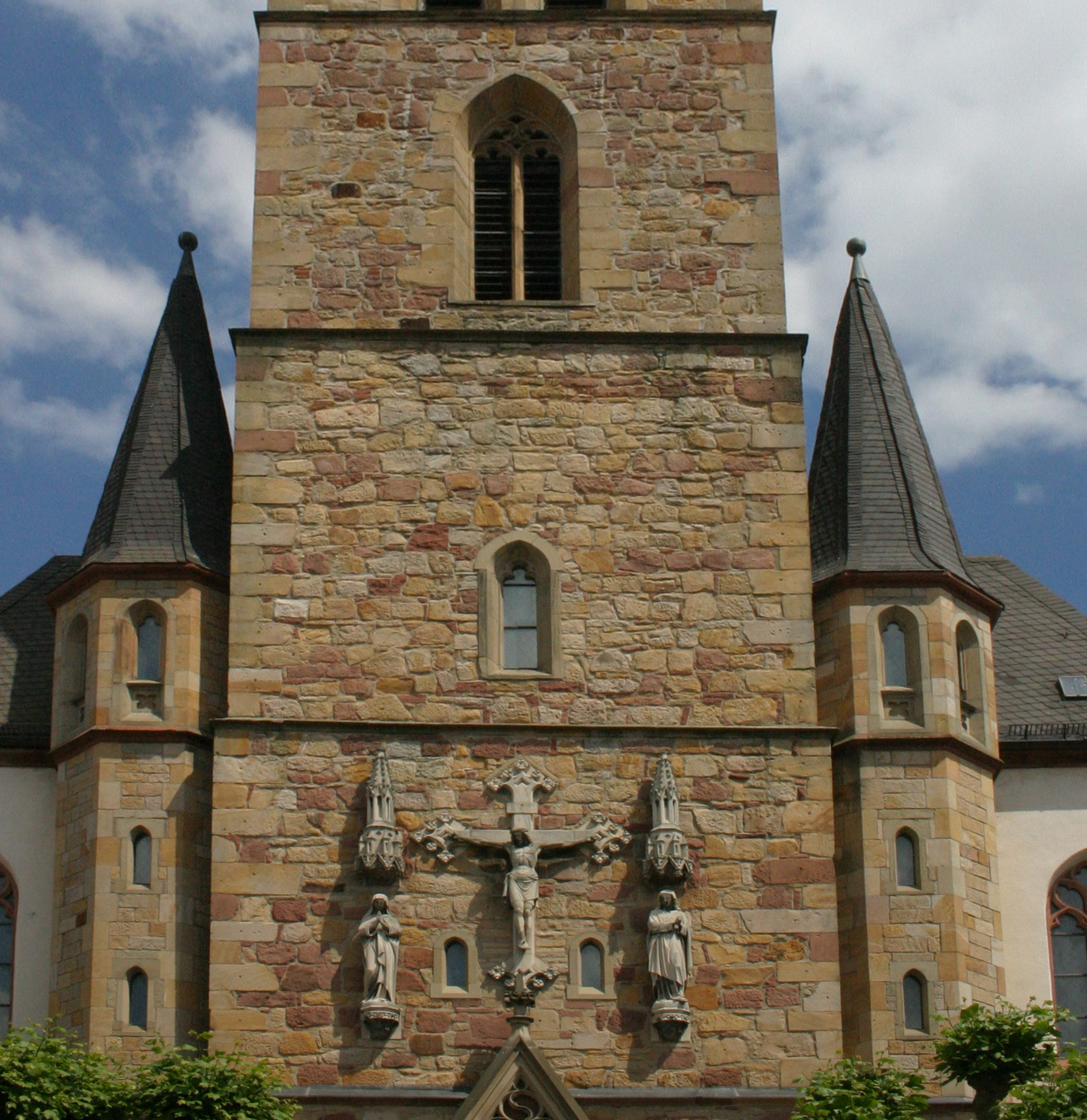
Spätgotischer Turmstumpf mit neugotischem Kruzifix aus Sandstein

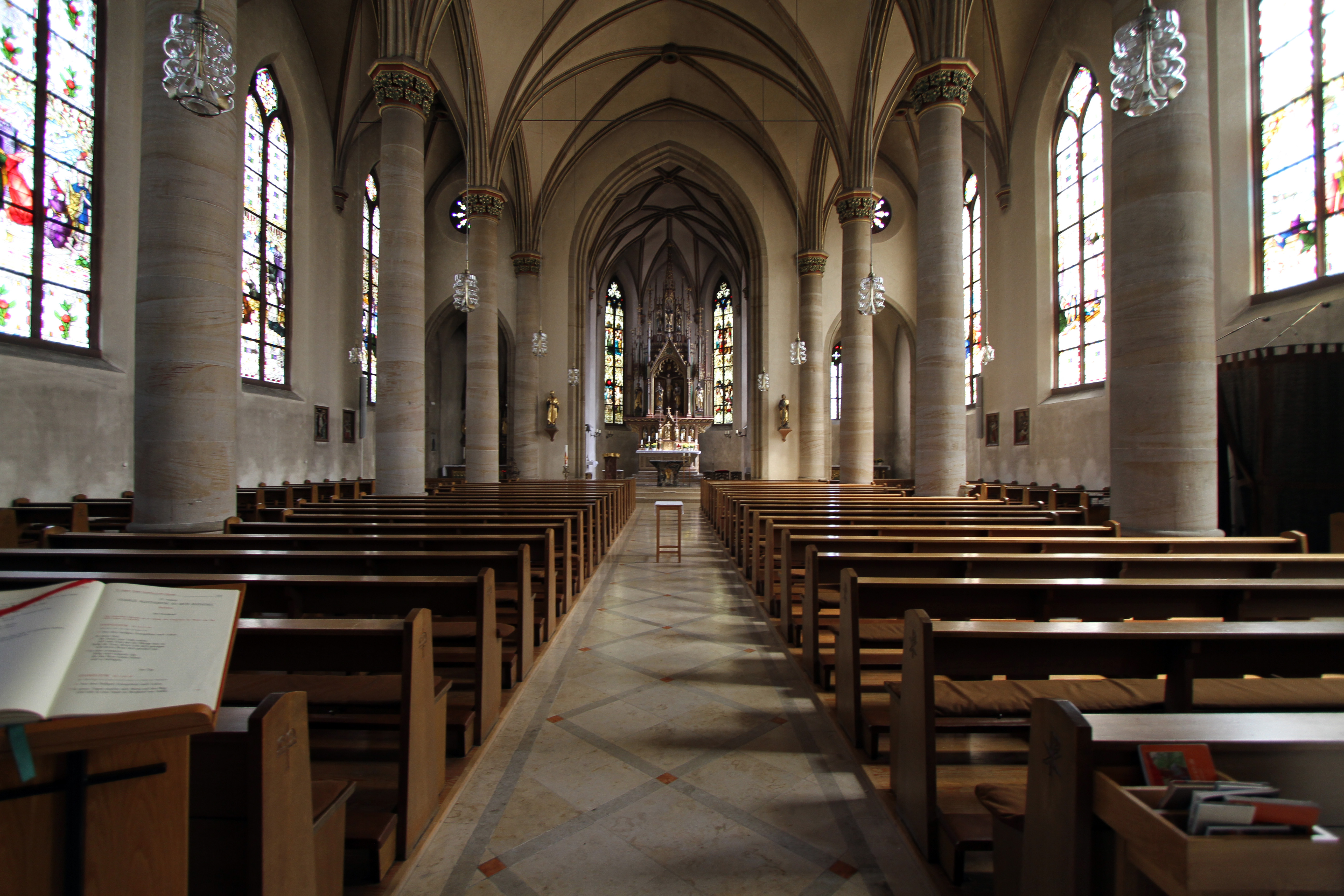
Innenansicht des Langhauses; Blick zum Chor

Das heutige Kirchengebäude verfügt über einen Kirchturm mit 72 Metern Höhe und einem spätgotischen Turmstumpf, an dem sich ein neugotisches Sandsteinkruzifix befindet. Die architektonisch abweichende Hallenkirche ist im Stil der Neugotik ausgeführt.
Der steinerne historische Torbogen des 1725 abgebrochenen Jagdschlosses Friedrichsbühl war bis Anfang des 20. Jahrhunderts in der St.-Nikolaus-Kirche verbaut; er befindet sich heute im Hof des Historischen Museums der Pfalz in Speyer.

## Geschichte
Ab Mitte des 14. Jahrhunderts ist eine eigene Bellheimer Pfarrei belegt. In den Jahren 1482–1485 wurde der mittelalterliche direkte Vorgängerbau des heutigen Kirchenbaus errichtet. Dieser muss wohl wiederum eine Vorgängerkirche im Süden Bellheims gehabt haben. Im Jahr 1524 wurden die Kirche und diverse weitere Gebäude durch einen Brand zerstört; der Kirchenbau wurde jedoch unverzüglich wieder aufgebaut.
Der heute noch erhaltene Kirchturm im spätgotischen Stil stammt aus dem Jahr 1595. Er hatte ursprünglich eine Höhe von 59 Metern. Das heutige Langhaus wurde 1868–1869 nach Entwürfen des Bauinspektors Tanera aus Speyer mit finanziellen Mitteln der politischen Gemeinde erbaut. Am 3. September 1868 erfolgte die Grundsteinlegung, die Konsekration folgte am 18. Mai 1873. In den Jahren 1896 und 1897 wurde der Kirchturm nach Plänen des Architekten Wilhelm Schulte I. auf die heutige Höhe vergrößert. Ebenfalls nach Schultes Entwürfen erfolgte 1904 die Erweiterung des Kirchenschiffs. 
Eine umfangreiche Sanierung des Kirchturms und des Daches wurde 2013 vorgenommen; der Innenraum wurde 2018–2017 saniert.

## Ausstattung
Diverse neugotische Objekte sind im Innenraum der Kirche erhalten, darunter der Hochaltar, die Beichtstühle und die Kommunionbank. Geschaffen wurden sie vom Speyerer Schreiner Conrad Schwaab. Der Münchener Bildhauer Josef Renn schuf die Figuren des Hochaltars. Die Figuren der Seitenaltäre wurden von dessen Bruder Gottfried Renn aus Speyer geschaffen. Die St.-Nikolaus-Kirche verfügt über zwei Seitenaltäre. Der Marienaltar befindet sich in der linken Seitenkapelle, während sich ein 2020 neu erbauter Leidensaltar in der rechten Seitenkapelle befindet. Dessen ursprünglicher Aufbau wurde in den 1950er Jahren bis auf die Mensa abgebaut. Jährlich wird von Karfreitag bis zur Osternacht ein lebensgroßer aus Lindenholz geschnitzter Leichnam Jesu in das mit einer Glasscheibe versehene Innere des Altartisches gelegt. 

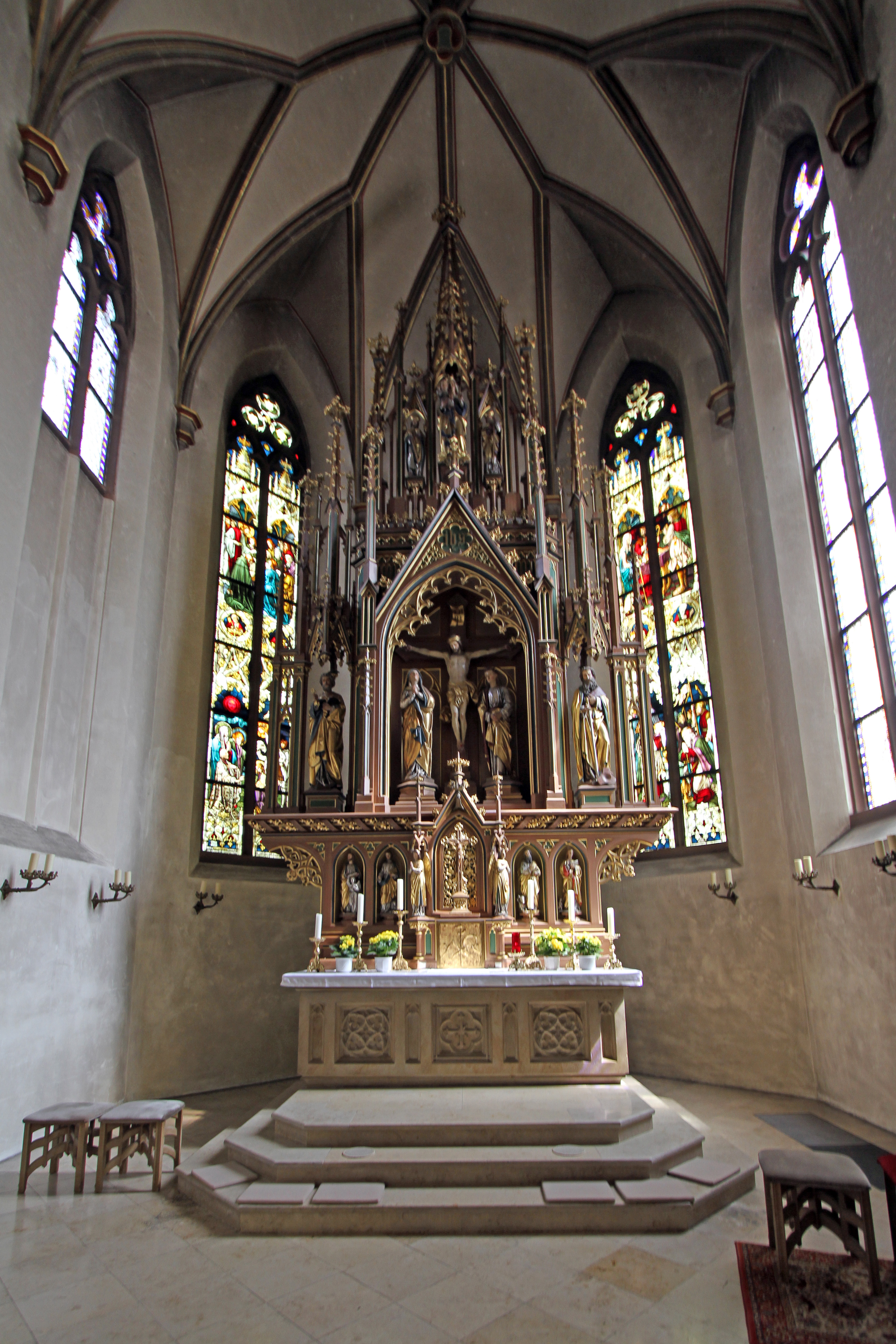
Hauptaltar
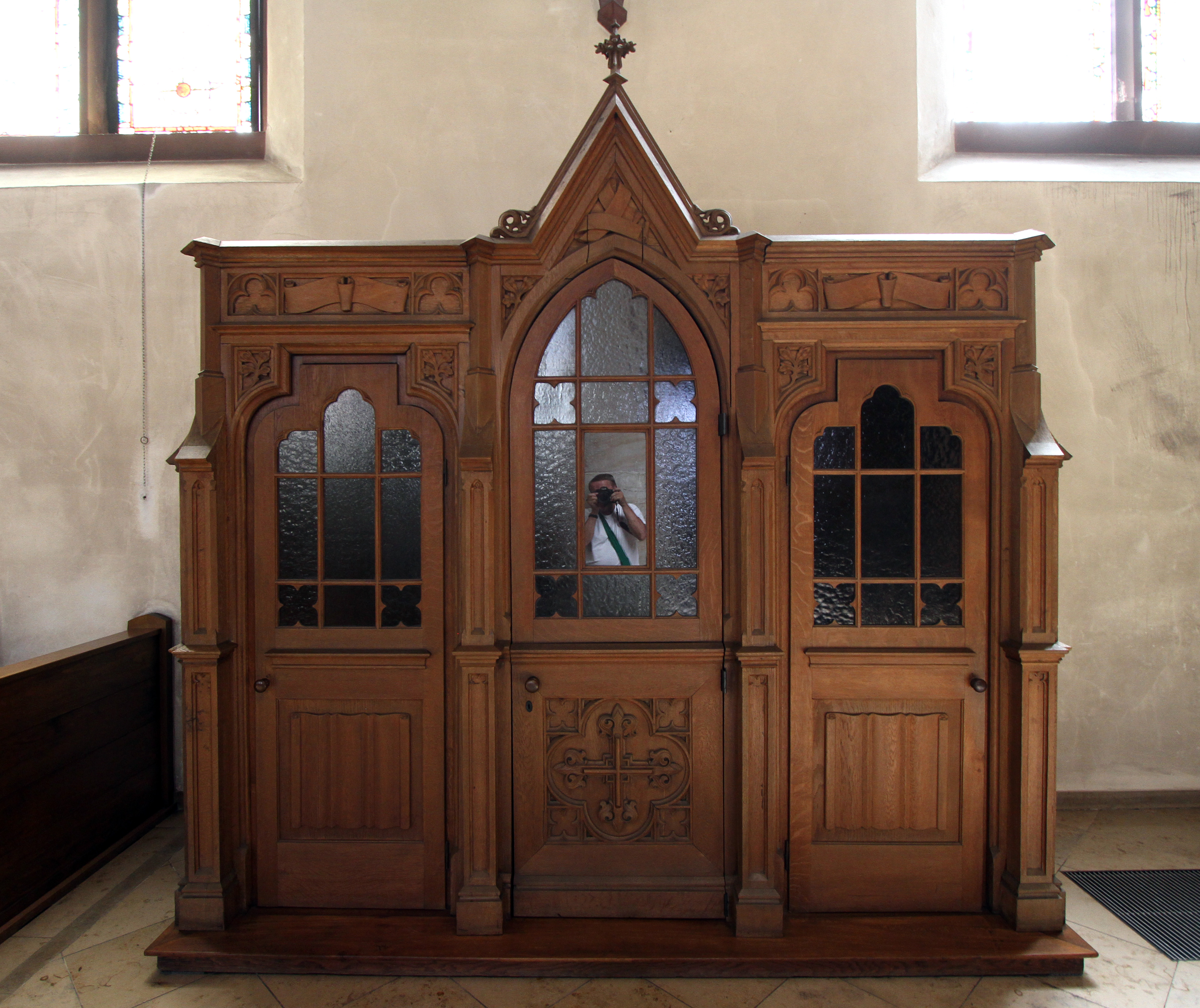
Beichtstuhl
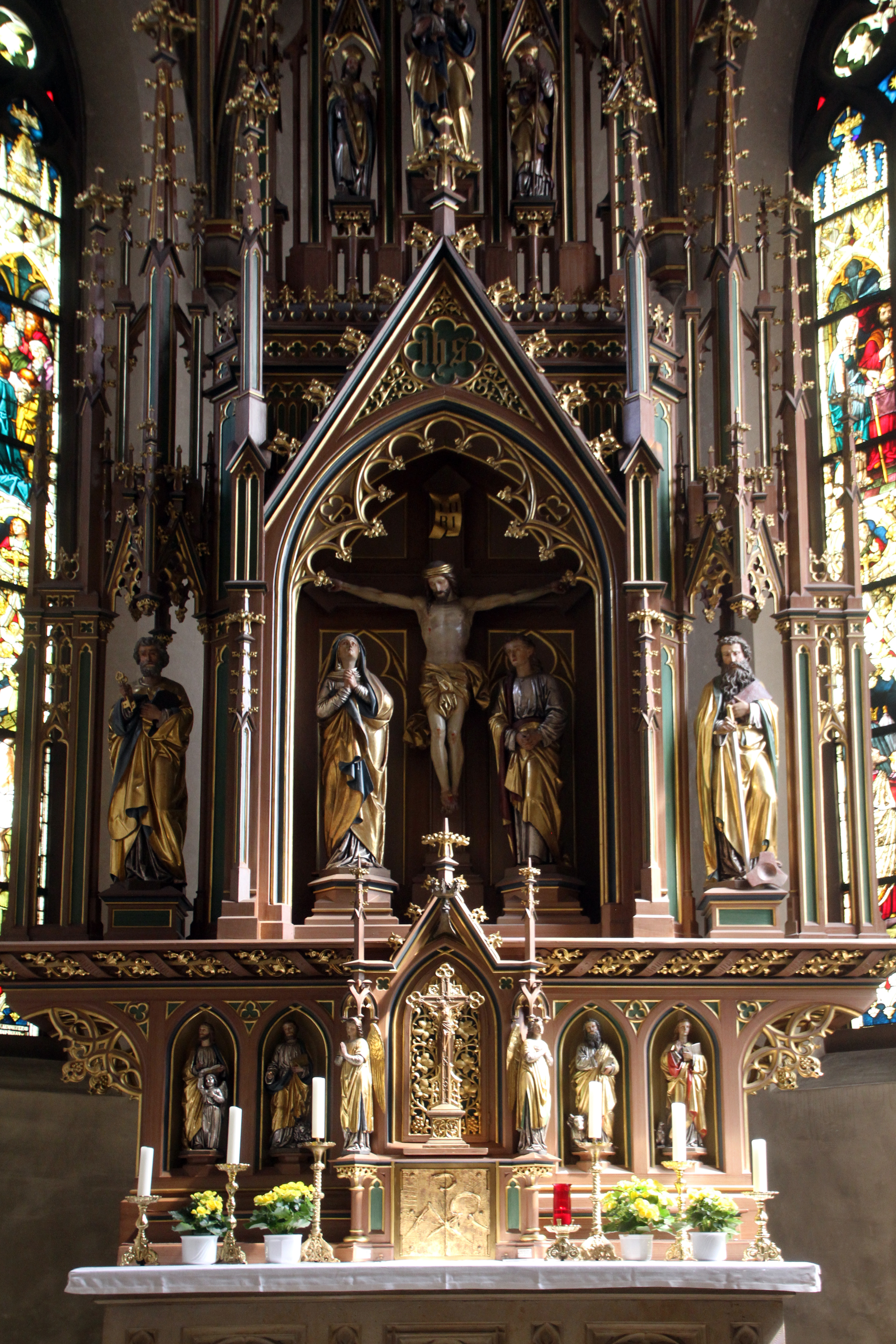
Figuren des Hauptaltars

## Orgel

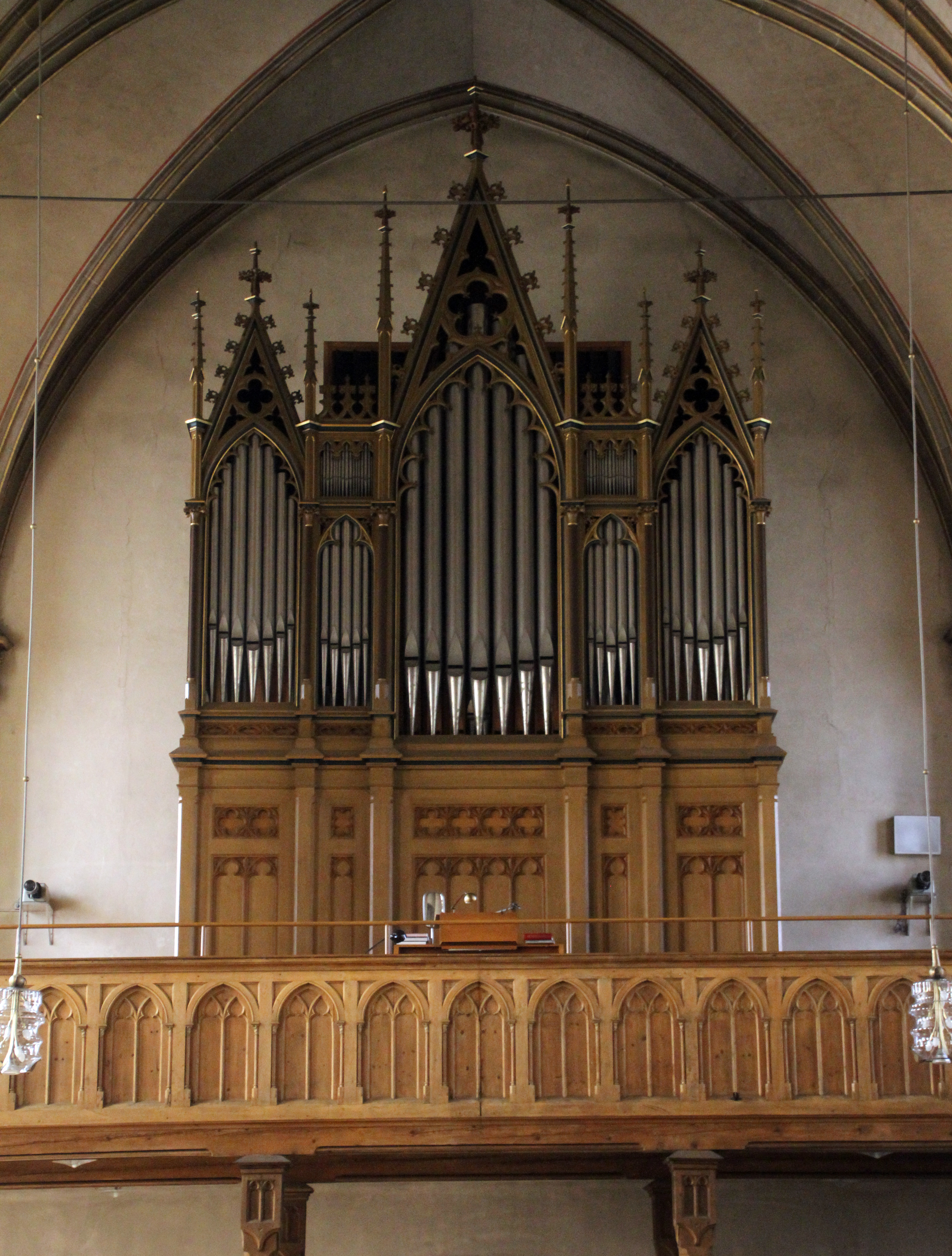
Blick auf die Empore mit der Orgel

### Heutige Orgel
Die Orgel auf der Empore verfügt über 31 Register auf zwei Manualen und Pedal. Gebaut wurde sie 1980 von Paul Ott. Er verwendete hierfür das Gehäuse der vorherigen Orgel, die 1891 von Johann Jelaćić gebaut und 1935 von dessen Nachfolger Franz Kämmerer stark überarbeitet wurde. Sie verfügte ebenfalls über 31 Register. Die Einweihung der heutigen Orgel erfolgte am 13. Juni 1981. Insgesamt weist sie 2.100 Pfeifen auf, wovon 172 aus Holz und die Übrigen aus Zinn/Blei-Legierungen bestehen. Sie verfügt über 640 Setzerkombinationen.
Die Disposition lautet: 
| I Hauptwerk C–g3 |       |
| Bordun           | 16′   |
| Principal        | 08′   |
| Holzflöte        | 08′   |
| Gamba            | 08′   |
| Octave           | 04′   |
| Koppelflöte      | 04′   |
| Principal        | 02′   |
| Sesquialter II   |       |
| Mixtur V         | 1 ⁄3′ |
| Trompete         | 08′   |
| Tremulant        |       |

| II Schwellwerk C–g3 |        |
| Rohrflöte           | 08′    |
| Salicional          | 08′    |
| Voix Celeste        | 08′    |
| Principal           | 04′    |
| Traversflöte        | 04′    |
| Nasat               | 2 ⁄3′  |
| Flöte               | 02′    |
| Terz                | 1 3⁄5′ |
| Sifflöte            | 01′    |
| Scharff IV          | 02⁄3′  |
| Fagott              | 16′    |
| Schalmey            | 08′    |
| Clarion             | 04′    |
| Tremulant           |        |

| Pedal C–f1 |       |
| Principal  | 16′   |
| Subbass    | 08′   |
| Octavbass  | 08′   |
| Holzflöte  | 08′   |
| Choralbass | 04′   |
| Mixtur IV  | 2 ⁄3′ |
| Posaune    | 16′   |
| Trompete   | 08′   |

Die Spieltraktur ist mechanisch, die Registertraktur ist elektrisch, die Windladen wurden als Schleifladen gebaut.
- Koppeln: II/I, I/P, II/P

### Orgel 1725–1826
Es ist bekannt, dass Johann Michael Kändtel im Jahr 1725 eine Orgel für die Bellheimer Kirche baute. Sie wurde 1826 in die St.-Jakobus-Kirche in Fußgönheim verbracht.

## Gemeinden
Zu der Pfarrei Heilige Hildegard von Bingen Bellheim gehören, neben dieser Hauptkirche, noch folgende fünf Teilgemeinden:
- Knittelsheim (St. Georg)
- Lustadt (St. Laurentius, St. Johannes der Täufer)
- Ottersheim bei Landau (St. Martin)
- Weingarten (St. Michael)
- Zeiskam (St. Bartholomäus)